# هاري هولت (لاعب كرة قدم أمريكية)
هاري هولت (بالإنجليزية: Harry Holt)‏ هو لاعب كرة قدم أمريكية ولاعب كرة قدم كندية أمريكي، ولد في 29 ديسمبر 1957 في هارلينغن في الولايات المتحدة.

## وصلات خارجية
- هاري هولت على موقع مرجع كرة القدم المحترفة.كوم (الإنجليزية)